# Schistophoron
Schistophoron — рід грибів родини Graphidaceae. Назва вперше опублікована 1876 року.